# Kamčatka
Kamčatka (rusko полуо́стров Камча́тка, latinizirano: poluostrov Kamčatka) je 1250 kilometrov dolg polotok na Ruskem Daljnem vzhodu. Ima površino 472.300 km². Leži med Tihim oceanom na vzhodu in Ohotskim morjem za zahodu. Med polotokom in Tihim oceanom poteka Kurilsko-kamčatski podmorski jarek globok 10.500 m.
Osrednjo dolino z reko Kamčatko obdajajo velike ognjeniške gorske verige, ki jih sestavlja okrog 160 ognjenikov, od katerih je 29 še delujočih. Najvišji je vulkan Ključevska Sopka (4750 m), najbolj znana pa je trojica, ki se dviga nad mestom Petropavlovsk-Kamčatski: Korjaška Sopka, Avačinska Sopka in ognjenik Kozelski. V notranjosti polotoka je  dolina gejzirjev, edina v Evraziji.
Kamčatka skupaj z delom celine, Komandantovimi otoki in otokom Karaginski tvori Kamčatski okraj Ruske federacije (nastal 2007 z združitvijo Kamčatske oblasti in Korjakskega avtonomnega okrožja). Velika večina od 322.079 prebivalcev je etničnih Rusov, ostalo je približno 13.000 Korjakov (2014). Na severnemu delu polotoka je bilo do leta 2007 Korjaško avtonomno okrožje, kjer živi okrog 13.000 Korjakov. Več kot polovica prebivalstva živi v Petropavlovsku Kamčatskem (179.526 v letu 2010) in v bližnjem Jelizovu (38.980). 
Na polotoku Kamčatka so vulkani Kamčatke, ki so od leta 1996 z razširitvijo 2001 del Unescove svetovne dediščine.

## Geografija
Politično je polotok del Kamčatskega okraja. Južni vrh se imenuje rt Lopatka. Krožni zaliv severno od tega na tihomorski strani je zaliv Avača, kjer domuje prestolnica Petropavlovsk-Kamčatski. Severno navzgor na tihomorski strani se štirje polotoki imenujejo Šipunski, Kronocki, Kamčatski in Ozernoj. Severno od točke Ozernoj je velik zaliv Karaginski, v katerem je otok Karaginski. Severovzhodno od tega (izven prikazanega zemljevida) leži zaliv Korfa z mestom Tiličiki. Na nasprotni strani je zaliv Šelihov.
Kamčatski ali Sredini hrib tvori hrbtenico polotoka. Vzdolž jugovzhodne obale poteka Vzhodno območje (Vostočni). Med temi leži osrednja dolina. Reka Kamčatka izvira severozahodno od Avače in teče proti severu navzdol po osrednji dolini ter zavije proti vzhodu blizu Ključija, da vstopi v Tihi ocean južno pri Ust-Kamčatsku. V 19. stoletju je pot vodila proti zahodu od blizu Kličija preko gora do reke Tegil in mesta, ki je bilo glavno trgovsko mesto na zahodni obali. Severno od Tegila je okrožje Korjak. Južno od Tegila je reka Iča. Tik južno od povirja Kamčatke reka Bistraja zavije proti jugozahodu in vstopi v Ohotsko morje pri Bolšeretsku, ki je nekoč služil kot pristanišče. Južno od Bistraje teče reka Goligina.
Petropavlovsk-Kamčatski in naselja v osrednjem delu polotoka so povezani s cesto, ki vodi proti Ust-Kamčatsku. Cesta je v južnem delu in ob naseljih asfaltirana, na polovici severne pa preide v makadamsko. Druga cesta povezuje lokalno prestolnico z Bolšeretskom. Avtobusni prevoz je na voljo po obeh cestah. Večina drugih cest je makadamskih ali slabo utrjenih, kar zahteva terenska vozila. Obstaja polredni potniški promet z letalom.
Očitno središčno območje v osrednji dolini je Ključevska Sopka, izolirana vulkanska skupina jugovzhodno od zavoja reke Kamčatke. Zahodno od polotoka Kronotski je biosferni rezervat Kronotski z Dolino gejzirjev. Na južni konici je zatočišče Južna Kamčatka s Kurilskim jezerom. Na polotoku je še nekaj drugih zavarovanih območij.

### Podnebje
Kamčatka prejme do 2700 mm padavin na leto. To je veliko več od preostalega dela vzhodne Rusije in je posledica prevladujočih zahodnih vetrov, ki pihajo nad Japonskim morjem in pobirajo vlago, ki se dvigne, ko zadene višjo topografijo polotoka, in kondenzira v dež. Poletja so zmerno hladna, zime pa precej nevihtne, vendar neurja le redko povzročijo strele.
Čeprav Kamčatka leži na podobni zemljepisni širini kot na primer Škotska, hladni arktični vetrovi iz Sibirije v kombinaciji s hladnim morskim tokom Ojašio ohranjajo polotok pokrit s snegom od oktobra do konca maja. Po Köppnovi podnebni klasifikaciji ima Kamčatka na splošno subarktično podnebje (Dfc), vendar imajo višja in bolj severna območja polarno podnebje (ET). Kamčatka je veliko bolj vlažna in milejša od vzhodne Sibirije. V bistvu je prehod od hipercelinskega podnebja Sibirije in severovzhodne Kitajske do deževnega subpolarnega oceanskega podnebja Aleutskih otokov.
Vendar pa obstajajo precejšnje razlike med vzhodno obalo, prepojeno in močno poledenelo, ter bolj suho in bolj celinsko notranjo dolino. Na močno poledenelem polotoku Kronotski, kjer so morski vplivi najbolj izraziti, lahko letna količina padavin doseže do 2500 milimetrov, medtem ko jugovzhodna obala južno od Petropavlovsk-Kamčatskega na splošno prejme okoli 1166 milimetrov dežja na leto. Obstajajo precejšnje lokalne razlike: južni deli metropolitanskega območja Petropavlovsk-Kamčatski lahko prejmejo kar 430 milimetrov več kot severni del mesta. Temperature so tukaj zelo blage, s poletnimi najvišjimi temperaturami okoli 16 °C in najnižjimi zimskimi okoli -8 °C, medtem ko dnevna temperaturna redko presežejo 5 °C zaradi vztrajne megle na izpostavljenih delih obale. Južno od 57˚ ni večne zmrzali zaradi razmeroma milih zim in močne snežne odeje, medtem ko proti severu prevladuje neprekinjena permafrost. Zahodna obalna nižina ima hladnejše in bolj suho podnebje s padavinami od 880 milimetrov na jugu do le 430 milimetrov na severu, kjer se zimske temperature znatno znižajo pri okoli -20 °C.

### Geologija, potresi in vulkani
Reko Kamčatko in okoliško osrednjo stransko dolino obdajajo veliki vulkanski pasovi z okoli 160 vulkani, od katerih jih je 29 še aktivnih. Polotok ima visoko gostoto vulkanov in z njimi povezanih vulkanskih pojavov, z 19 aktivnimi vulkani, s šestimi vključenimi na Unescov seznam svetovne dediščine, večina na polotoku Kamčatka, najbolj vulkanskem območju evroazijske celine, z veliko aktivnimi stožci. Polotok Kamčatka je znan tudi kot dežela ognja in ledu.
Najvišji vulkan je Ključevska Sopka (4750 m), največji aktivni vulkan na severni polobli. Mnogi imajo zelo simetrične stožce in vulkanologa Robert in Barbara Decker vidita Kronotskega kot glavnega kandidata za najlepši vulkan na svetu. Nekoliko bolj dostopni so trije vulkani, ki so vidni iz Petropavlovsk-Kamčatskega: Korjaški, Avačinski in Kozelski. V središču Kamčatke je Dolina gejzirjev, ki jo je junija 2007 delno uničil ogromen blatni plaz.
Te vulkanske značilnosti so kraj, kjer se pojavljajo nekateri ekstremofilni mikroorganizmi, ki lahko preživijo v izjemno vročih okoljih.
Zaradi Kurilsko-Kamčatskega tektonskega jarka se dokaj pogosto pojavljajo globoko žariščni potresni dogodki in cunamiji. Ob obali se je 16. oktobra 1737 in 4. novembra 1952 zgodil par meganarivnih potresov z magnitudo ≈9,3 oziroma 8,2. Veriga plitvih potresov je bila zabeležena šele aprila 2006. Pomemben potres z magnitudo 7,7 s plitko globino 10 kilometrov  se je zgodil v Tihem oceanu, 202 km ESE od Nikolskega, 18. julija 2017.
- Vulkan Opala na južnem delu Kamčatke..
- Kaldera Akademia Nauk, napolnjena z jezerom, je tukaj vidna s severa z vulkanom Karimski v ospredju.
- Vulkan Korjakski se dviga nad Petropavlovsk-Kamčatskim
- Eden najbolj elegantnih kamčatskih vulkanov - Kronotski

## Zgodovina in raziskovnja
Pred ruskim odkritjem so polotok naseljevala različna Čukotko-Kamčatka ljudstva (zlasti Itelmeni, Korjaki in Aljutori). Južni vrh polotoka je bil tudi najsevernejši obseg naselja ljudstva Ainu.
Ko je ruski raziskovalec Ivan Moskvitin leta 1639 dosegel Ohotsko morje, je bilo nadaljnje raziskovanje ovirano zaradi pomanjkanja spretnosti in opreme za gradnjo morskih ladij ter zaradi surove zemlje na severovzhodu, ki jo naseljuje bojevito ljudstvo Korjaki. Posledično so Rusi vdrli na Kamčatko s severa. Leta 1651 se je raziskovalec Mihail Stadukhin, potem ko je pomagal pri ustanovitvi Anadirskega ostroga (trdnjava), odpravil na jug in sledil obali Ohotskega morja od zaliva Penžina do naselja Ohotsk. Od približno leta 1667 so poročali o reki Kamčatki na jugu. Nekaj pred letom 1700 je skupina ruskih raziskovalcev nasedla in umrla na Kamčatki.
Leta 1695 je raziskovalec Vladimir Atlasov postal poveljnik Anadirska. Leta 1696 je poslal kozaka Luko Morozka na jug. Morozko je prišel do reke Tigil in se vrnil s poročili in nekaterimi skrivnostnimi spisi, verjetno japonskimi. V letih 1697–1699 je Atlasov raziskal skoraj ves polotok. Zgradil je ostrog v Verhni-Kamčatsk, rešil ali ujel japonskega ujetnika in odšel v Moskvo, da bi poročal. Leta 1699 so Korjaki ubili Ruse v Verhni-Kamčatsku, ko so se vračali v Anadirsk. Leta 1700 je kaznovalna odprava uničila vas Korjak in na spodnji reki ustanovila Nižne-Kamčatsk. Bolskereck je bil ustanovljen leta 1703. Od približno leta 1705 je prišlo do zloma reda. Po vsem polotoku in severu do korjaške države reke Penžina in zaliva Oljutor so se vrstile številni upori in domače vojne. Več ljudi je bilo poslanih, da bi vzpostavili red, vključno z Atlasovim, ki je bil umorjen leta 1711. Vasilij Merlin je vzpostavil določeno stopnjo reda med letoma 1733 in 1739. Po letu 1756 ni bilo večjega odpora. Velika epidemija črnih koz, ki je območje prizadela v letih 1768–1769, je hitro zdesetkala avtohtono prebivalstvo; približno 2500 Itelmenov, prisotnih leta 1773, se je zmanjšalo na 1900 leta 1820 od prvotnega prebivalstva 12.000–25.000. Tisti, ki so preživeli, so sprejeli ruske običaje in bilo je veliko medsebojnih zakonskih zvez, tako da je Kamčadal (prvotno rusko ime za Itelmena) začelo pomeniti katerega koli Rusa ali delno Rusa, rojenega na polotoku.
Leta 1713 je Peter Veliki poslal ladjedelce v Ohotsk. Junija 1716 je bil zgrajen 54-metrski čoln, ki je odplul do reke Tegil. To enotedensko potovanje, kasneje preusmerjeno v Ohotsk-Bolsereck, je postalo standardna pot do Kamčatke. Leta 1720 je Ivan Jevreinov kartiral Kamčatko in Kurile. Dansko rojeni raziskovalec Vitus Bering je leta 1728 zapustil Neže-Kamčatsk na svoje prvo potovanje in kot del svojega drugega potovanja leta 1740 ustanovil Petropavlovsk-Kamčatski.
Druga kamčatska ekspedicija Vitusa Beringa (okoli 1733–1743), ki je bila v službi ruske mornarice, je začela dokončno »odpiranje« Kamčatke, k čemur je pripomoglo dejstvo, da je vlada začela uporabljati območje za izgnanstvo ljudi. V 1740-ih je Steller ob obisku Kamčatke opazil, da so bili tam štirje zapori: Nižnekamčatski, Verhnekamčatski, na reki Kih (Bolšerecki) in v zalivu Petra in Pavla. Peti zapor je bil takrat postavljen blizu Tigila. Leta 1771 so bili na Kamčatki trije zapori: Nižnji, Zgornji in Bolšerecki. Prevladoval je Bolšereck, 30 km od Penžinskega morja. V Bolšerecku je bila velika pisarna s poveljnikom, ki je skupen vsem štirim okrožjem - kapitanom Nilovom (podrejen je bil poveljniku pristanišča Ohotsk). Tam je bila tudi državna poveljniška hiša, cerkev Marijinega vnebovzetja, 4 skladiščne kašče, 23 trgovskih trgovin, 41 meščanskih hiš za 90 "gostov" in 70 garnizonskih ljudi, od tega 40-50 vedno na cesti.
Leta 1755 je Stepan Krašeninikov objavil prvi podroben opis polotoka Opis dežele Kamčatke. Ruska vlada je spodbujala komercialne dejavnosti Rusko-ameriške družbe s podelitvijo zemljišč prišlekom na polotoku. Do leta 1812 se je domorodno prebivalstvo zmanjšalo na manj kot 3200, medtem ko se je rusko prebivalstvo povečalo na 2500.
Leta 1854 so Francozi in Britanci, ki so se spopadli z ruskimi silami med krimsko vojno, napadli Petropavlovsk. Med obleganjem Petropavlovska je 988 mož z le 68 puškami uspelo ubraniti postojanko pred 6 ladjami z 206 topovi in 2540 francoskimi in britanskimi vojaki. Kljub uspešni obrambi so Rusi po umiku francoskih in britanskih sil Petropavlovsk zapustili kot strateško odgovornost. Naslednje leto, ko je druga sovražna sila napadla pristanišče, so ga našli zapuščenega. Razočarani so ladje bombardirale mesto in se umaknile.
24. maja 1861 se je ladja Polar Star (475 ton) iz New Bedforda razbila na zahodni obali Kamčatke med gosto meglo in viharjem. Glavni častnik in posadka čolna sta umrla, ko sta poskušala priti do obale. Preostanek posadke sta rešili barki Alice iz Cold Springa in ladja Oliver Crocker, prav tako iz New Bedforda.
21. maja 1865 je na območje prišla ameriška državljanska vojna: parnik konfederacijske mornarice Shenandoah je plul mimo južnega konca polotoka Kamčatka na poti, da bi lovil kitolovske ladje Združenih držav v Ohotskem morju. Kot trgovski napadalec je CSS Shenandoah želela uničiti trgovsko ladijski promet Unije. Ladja je preživela skoraj tri tedne na morju in uničila samo eno ladjo zaradi nevarnega ledu, preden se je preselila v severni Pacifik, kjer je tako rekoč ujela ali vezala 24 kitolovcev in jih večino potopila.
Naslednjih petdeset let je bilo za Kamčatko pustih. Pomorsko pristanišče se je preselilo v Ust-Amur, leta 1867 pa je Rusija prodala Aljasko Združenim državam, zaradi česar je Petropavlovsk postal nezanimiv kot tranzitna točka za trgovce in raziskovalce na poti na ameriška ozemlja. Leta 1860 je bila ustanovljena Primorska (pomorska) oblast in Kamčatka je bila pod njeno jurisdikcijo. Leta 1875 je Rusija odstopila Kurilsko otočje Japonski v zameno za rusko suverenost nad otokom Sahalin. Do preloma stoletja je na Kamčatki ostalo pri približno 2500 ruskih prebivalcev, medtem ko se je domorodno prebivalstvo povečalo na 5000. V 19. stoletju se je nadaljevalo znanstveno raziskovanje polotoka. Karl von Ditmar je v letih 1851–1854 opravil pomembno pot na polotok.
Leta 1920 je ruski voditelj Vladimir Lenin ponudil 60-letni najem polotoka ZDA.
Druga svetovna vojna (1939–1945) Kamčatke skoraj ni prizadela, razen njene vloge kot izstrelišča za invazijo na Kurile avgusta 1945. Po vojni so sovjetske oblasti Kamčatko razglasile za vojaško območje: do leta 1989 je ostala zaprta za sovjetske državljane in tujce do leta 1990.
Med hladno vojno so Sovjeti pri preizkušanju dosega in zanesljivosti izstrelkov uporabljali Kamčatko kot ciljno točko. 

## Rastlinstvo in živalstvo
Kamčatka se ponaša z bogatim rastlinstvom. Spremenljivo podnebje spodbuja različnost rastlinstva, kjer prevladujeta tundra in muskeg (ekosistem, ki tvori šoto, ki ga najdemo v več severnih podnebjih, najpogosteje na arktičnih in borealnih območjih), sledijo trave, cvetoče grmičevje in gozdovi borovcev, breze, jelše in vrbe. Široka raznolikost rastlinskih oblik, razširjenih po polotoku, spodbuja podobno raznolikost živalskih vrst, ki se prehranjujejo z rastlinjem. Čeprav je Kamčatka večinoma tundra, je listavcev in iglavcev v izobilju, gozdove pa najdemo po vsem polotoku.
Kamčatka se ponaša z raznoliko in bogato divjino. To je posledica številnih dejavnikov, vključno s širokim naborom podnebja, raznolika topografija in geografija, številne prosto tekoče reke, bližina visoko produktivnih voda severozahodnega Tihega oceana, Beringovega in Ohotskega morja, nizka gostota prebivalstva in minimalen razvoj. Polotok se ponaša tudi z najjužnejšim prostranstvom arktične tundre na svetu. Vendar pa je komercialno izkoriščanje morskih virov in zgodovina lovljenja krzna s pastmi prizadela več vrst.
Kamčatka je znana po številčnosti in velikosti rjavih medvedov. V naravnem rezervatu Kronocki so po ocenah tri do štirje medvedi na 100 kvadratnih kilometrov. Druga zanimiva favna so mesojede živali, kot so tundrski volk (Canis lupus albus), polarna lisica (Vulpes lagopus), anadirska lisica (Vulpes vulpes beringiana), sibirski ris (Lynx lynx wrangeli), rosomah (Gulo gulo), sobolj (Martes zibellina), vidra (Lutra lutra), vzhodnosibirska podlasica Mustela ermine kaneii) in sibirska mala podlasica (Mustela nivalis pygmaea). Polotok je habitat za več velikih kopitarjev, vključno s kamčatsko snežno ovco (Ovis nivicola), severnim jelenom (Rangifer tarandus) in čukotskim losom (Alces alces buturlini), ki je eden največjih losov na svetu in največji v Evraziji; in glodalci/leporidi, vključno planinski zajec (Lepus timidus), svizec in več vrst lemingov in veveric. Polotok je gnezdišče Stellerjevega morskega orla (Haliaeetus pelagicus), ene največjih vrst orlov, skupaj s planinskim orlom in arktičnim sokolom (Falco rusticolus).
Kamčatka najverjetneje vsebuje največjo raznolikost salmonidnih rib na svetu, vključno z vsemi šestimi vrstami anadromnega pacifiškega lososa (Oncorhynchus) (Oncorhynchus tshawytscha, Oncorhynchus keta, Oncorhynchus kisutch, Oncorhynchus masou, Oncorhynchus gorbuscha in Oncorhynchus nerka). Zaradi edinstveno primernega okolja biologi ocenjujejo, da petina vseh pacifiških lososov izvira iz Kamčatke. Kurilsko jezero je priznano kot največje drstišče Oncorhynchus nerka v Evraziji. Kot odgovor na pritisk zaradi krivolova in svetovno zmanjšanje staleža lososa je približno 24.000 kvadratnih kilometrov vzdolž devetih produktivnejših rek lososa v procesu uvrščanja v naravni rezervat. Vrste Gasterosteus aculeatus in Pungitius pungitius, se tudi pojavljajo v številnih obalnih drenažah in so verjetno prisotne tudi v sladki vodi.
Kitovci, ki so v zelo produktivnih vodah severozahodnega Pacifika in Ohotskega morja, so: orka, Dallova rjava pliskovka (Phocoenoides dalli) in pristaniška pliskavka (Phocoena phocoena), kit grbavec, kit glavač in brazdasti kit. Manj pogosto srečamo sive kite (Eschrichtius robustus iz vzhodne populacije), kritično ogroženega severn pacifiškega pravega kita (Eubalaena japonica) in grenlandskega kita (Balaena mysticetus), in vrste malih kitov. Znano je, da se sinji kit poleti hrani na jugovzhodnem šelfu. Med plavutonožci so Stellerjev morski lev (Eumetopias jubatus), severni morski medved (Callorhinus ursinus), pegasti tjulenj (Phoca largha) in navadni tjulenj v izobilju vzdolž večjega dela polotoka. Bolj proti severu je na pacifiški strani mogoče srečati mroža in brkatega tjulnja (Erignathus barbatus), na ledu Karaginskega zaliva pa se razmnožujejo trakasti tjulnji (Histriophoca fasciata). Morske vidre so skoncentrirane predvsem na južnem koncu polotoka.
Med morske ptice sodijo njorke, ledni viharniki (Fulmarus glacialis), debele in tankokljune lumne, galebi, čopasti in rogati mormoni, rdečeliki, pelagični in drugi kormorani ter številne druge vrste. Morska favna, značilna za severna morja, je prav tako bogata. Komercialnega pomena so rdeči kraljevi rak (Paralithodes camtschaticus), pokrovača, lignji, saj (Pollachius), trska, sled, morska plošča in več vrst ploščatih rib.

## Turizem
Zanimivosti na polotoku Kamčatka so termalni in mineralni vrelci, vulkani, ledeniki, raznolikost rastlin in živali ter druge naravne danosti, ki se jih civilizacija večinoma ni dotaknila. Dejavnosti vključujejo športni ribolov, alpski turizem, heliskiing, deskanje na snegu, pasje vprege in deskanje. 